# Giuseppe Ferrari
Pour les articles homonymes, voir Ferrari.
Giuseppe Ferrari né le 6 mars 1811 à Milan et mort à Rome le 2 juillet 1876 est un philosophe et homme politique italien. Fédéraliste, de tendance démocrate et socialiste, il est député de la gauche dans le parlement italien des six législatures de 1860 à 1876 et sénateur du royaume le 15 mai 1876.

## Biographie
Giuseppe Ferrari est né à Milan dans une famille bourgeoise, son père étant médecin. Après la mort de ses parents alors qu'il est encore jeune, il bénéficie d'une petite rente grâce à laquelle il vit sans problèmes financiers.
Ferrari fait ses études au lycée San Alessandro, puis il est élève à l'Almo Collegio Borromeo où il obtient un diplôme en in utroque iure à Pavie en 1831. Il est particulièrement intéressé par la philosophie qu'il cultive auprès d'un cercle de la jeunesse milanaise qui se réunit autour de Gian Domenico Romagnosi.
Il rejoint des positions irréligieuses et sceptiques ; il nourrit pour la culture philosophique, historique et politique française une admiration qui le conduit en 1838 à Paris. C'est à Paris qu'il passe, le 29 août 1840, l'examen de doctorat en philosophie à la Sorbonne. Ses deux thèses sont intitulées De religiosis Campanellae opinionibus et De l'erreur. Dans la première, il présente de manière positive la pensée religieuse de Tommaso Campanella, tandis que dans la seconde, il parvient à une conclusion sceptique à propos des jugements qui ne permettent d'atteindre la vérité absolue car celle-ci est inextricablement entachée d'erreur, de sorte qu'il peut dire que la vérité est une erreur relative et l'erreur sur une vérité relative.

### L'exil en France
À cause de ses convictions politiques, Ferrari passe la majeure partie de sa vie à l'étranger, en particulier en France. Il est professeur de philosophie au lycée de Rochefort, puis en 1841, à l'Université de Strasbourg, où, attaqué par l’Église et le parti catholique sur ses affirmations irréligieuses et sceptiques exprimées dans son cours de philosophie de la Renaissance, et également accusé d'enseigner les doctrines socialistes, il est suspendu en 1842. Ayant obtenu la nationalité française et, en 1843, l'agrégation de philosophie pour pouvoir enseigner à l'université, il n'est pas réintégré dans l'enseignement supérieur.
L'éloignement de la chaire de Strasbourg est à l'origine de sa longue relation avec Proudhon qui, ayant appris le « cas Ferrari » par la presse s'intéresse à lui et à ses écrits. Commence une amitié qui dure jusqu'à la mort de Proudhon, en 1865. De 1838' à 1847, il collabore régulièrement à la Revue des deux Mondes. Au cours du soulèvement des cinq journées de Milan contre le gouvernement autrichien en mars 1848, il est aux côtés de Carlo Cattaneo, mais, déçu par l'échec de la rébellion, il retourne à France, où il enseigne la philosophie au lycée de Bourges jusqu'en 1849.
Le 2 décembre 1851, le coup d'état qui met fin à la seconde république et Napoléon II sur le trône, conduit Ferrari, recherché par la police comme républicain à se réfugier à Bruxelles.

### Le retour en Italie
Ferrari rentre définitivement à Milan à la mi-décembre 1859, pour participer aux événements qui conduisent à l'unification et la naissance de l'État italien.
Il est élu au Parlement d'Italie dans le collège de Luino en 1859, confirmé par les élections de 27 janvier-3 février 1861, élu en deuxième tour de scrutin au même collège de Luino, alors étendu à Gavirate. Réélu pendant quinze ans, Ferrari siège sur les bancs de la gauche sans interruption pendant six législatures, jusqu'en 1876 (XIIe législature). En 1870, il est également élu dans le premier collège de Côme, mais il resté fidèle à ses premiers électeurs.

### Activités parlementaires
Dans son programme, il demande pour le nouvel état italien une constitution fédérale de type suisse ou américain, avec une armée, des finances et des lois fédérales communes, mais également avec la plus grande décentralisation administrative possible.
En juin 1862, contre sa volonté, Ferrari est nommé par le roi chevalier-officier de l'ordre des Saints-Maurice-et-Lazare qu'il renvoie immédiatement au ministre de l'Éducation, qui le lui a envoyé. Mais la nomination s'avère irrévocable, ayant été publié au journal officiel.
Nommé professeur de philosophie à l'Académie de Milan, bien qu'il n'y ait pas d'indemnités parlementaires en ce temps-là et que les parlementaires ne bénéficient d'aucune prestation, Ferrari renonce à son traitement, afin de rester au Parlement tout en continuant à enseigner. Au Parlement, Ferrari prend position contre la désignation de second roi d'Italie et non de premier prise par Victor-Emmanuel, et à plusieurs reprises contre un état unitaire et en faveur d'une constitution fédérale et de l'autonomie des régions et plus particulièrement du Mezzogiorno. Il écrit dans son essai La révolution et les réformes en Italie en janvier 1848 :« L'unité italienne n'existe pas, sauf dans la littérature et dans la poésie ». Il se prononce également contre la cession de Nice et Savoie à la France (1860), contre le traité de commerce avec la France (1863) et contre les accords avec le gouvernement français pour la répartition de la dette pontificale (1867) («un Français péjoratif» comme aime à appeler son irréductible adversaire, Mazzini) et en faveur de transfert de la capitale de Turin vers Florence (1864). Il prend part activement dans les débats parlementaires sur la proclamation de Rome comme capitale, sur le brigandage, la situation financière du nouveau royaume, les évènements d'Aspromonte.
Le 15 mai 1876, il est nommé sénateur et meurt subitement dans la nuit du 1er au 2 juillet 1876.
Très solitaire, sans aucun lien avec aucun groupe politique et n'appartenant à aucune faction, Ferrari n'eut pas de continuateur de son travail. Francesco Crispi exprime la particularité de Ferrari, lors de son intervention à la Chambre le 3 août 1862 : « L'honorable député Ferrari, tous le savent, est une des illustrations du parlement, mais il n'exprime que ses idées individuelles ».

## Œuvres
- La mente di G. D. Romagnosi, 1835
- La mente di Vico, 1837
- Vico et l'Italie, 1839
- Essai sur le principe et les limites de la philosophie de l'histoire, 1843
- La philosophie catholique en Italie, 1844
- La révolution et les révolutionnaires en Italie, 1844-1845
- Des idées et de l'école de Fourier depuis 1830, 1845
- La révolution et les réformes en Italie, 1848
- Machiavel juge des révolutions de notre temps, 1849
- Les philosophes salariés, 1849
- La Federazione repubblicana, 1851
- Filosofia della rivoluzione, 1851
- L'Italia dopo il colpo di Stato del 2 dicembre 1851, 1852
- La mente di Giambattista Vico, 1854
- Histoire des révolutions d'Italie, 1856-1858
- Histoire de la raison d'État, 1860
- L'annessione delle Due Sicilie, 1860
- Corso sugli scrittori politici italiani, 1862
- Il governo a Firenze, 1865
- La Chine et l'Europe, 1867
- La mente di Pietro Giannone, 1868
- Storia delle Rivoluzioni d’Italia, 1872
- Teoria dei periodi politici, 1874
- Proudhon, 1875
- Corso sugli scrittori politici italiani, prefazione di A. O. Olivetti, 1929
- Opere di Giandomenico Romagnosi, Carlo Cattaneo e Giuseppe Ferrari, a cura di E. Sestan, 1957
- Lettere di Ferrari a Proudhon (1854-1861) a cura di F. Della Peruta, 1961
- Scritti politici, a cura di S. Rota Ghibaudi, 1973
- I filosofi salariati, a cura di L. La Puma, 1988
- Scritti di filosofia politica, a cura di M. Martirano, 2006
- Il genio di Vico, 2009
- Sulle opinioni religiose di Campanella, 2009

## Sources
- (it) Cet article est partiellement ou en totalité issu de l’article de Wikipédia en italien intitulé « Giuseppe Ferrari » (voir la liste des auteurs).